# Maille (cristallographie)
Pour les articles homonymes, voir Maille.
En cristallographie, une maille est une partie finie de l'espace, par translation de laquelle le motif cristallin peut être reproduit à l'infini. Les définitions de certains termes de cristallographie sont sujets à des variations selon les auteurs, aussi cet article utilise les définitions standard de l'IUCr. La disposition périodique, discrète et ordonnée des atomes à l’intérieur d’un cristal constitue la structure cristalline. Si on généralise la notion de structure cristalline à tout constituant (réel ou abstrait) qui respecte la périodicité et l'existence d'un réseau discret typiques d'un cristal, on parle de motif cristallin. Une maille est alors une zone de l'espace qui permet de créer le motif à l'aide des translations par un vecteur du réseau de Bravais du cristal.
Le concept de maille a été proposé par Gabriel Delafosse à partir de la notion de « molécule intégrante » introduite par René Just Haüy, qui avait remarqué qu'un cristal se clive en des cristaux plus petits de même forme que le cristal d'origine. L'étude des cristaux par diffraction des rayons X a permis de valider cette hypothèse.

## Problème de la définition de la maille

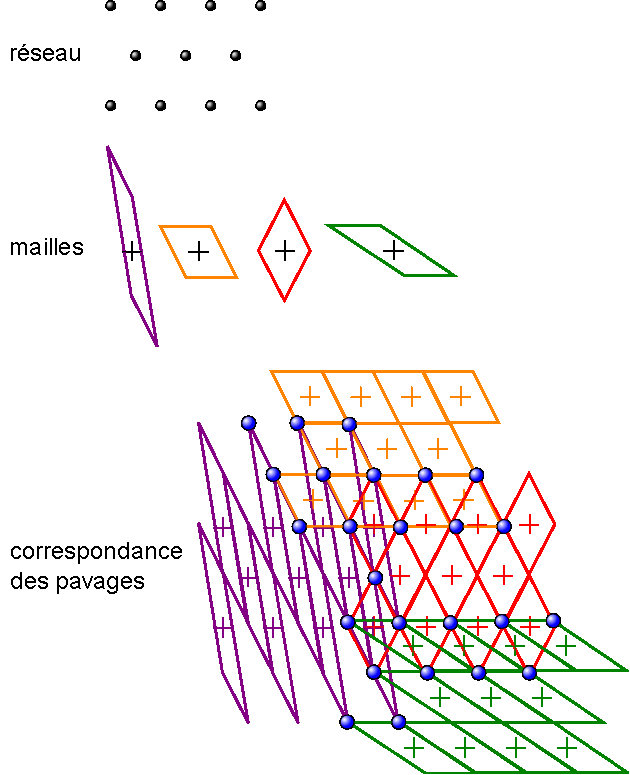
L'image illustre le fait qu'il y a plusieurs manières de paver une surface en obtenant pour finir exactement les mêmes nœuds ; la définition d'une maille n'est pas unique.

Une maille est une unité de répétition par translation. Elle est définie par ses vecteurs de base, qui sont choisis de façon à former un trièdre direct.
Le problème est que pour un cristal donné, on peut définir plusieurs mailles correspondant à plusieurs translations possibles. Ceci pose un problème, puisque deux cristallographes pourraient décrire un même cristal de deux manières différentes, sans s'apercevoir qu'il s'agit du même.

### Maille et motif
- Le contenu de la maille se répète par translation dans les 3 dimensions.
- Le contenu de la maille peut être fait d'un motif qui se répète (à l'intérieur de la maille) par des symétries autres que les translations. Par exemple centres, plans, axes…
- Le contenu d'une maille peut n'être constitué que d'un motif (s'il n'y a pas de symétrie).
- La connaissance du motif et des symétries permet de reconstituer le contenu de la maille, la connaissance de la maille permet de reconstruire par translation tout le cristal.

### Maille primitive
Une maille primitive, ou simple, voire élémentaire, est le motif géométrique le plus simple qui, en se répétant indéfiniment, constitue un réseau cristallin. Les mailles représentées sur la figure de droite sont des mailles primitives.
Une maille primitive contient un nœud du réseau à chaque sommet, mais aucun nœud à l'intérieur de son volume ou de l'une de ses faces.

#### Maille de Wigner-Seitz

Maille de Wigner-Seitz.

La Maille de Wigner-Seitz est un type particulier de maille primitive qui est construite comme la région de l'espace la plus proche d'un nœud du réseau que de n'importe quel autre nœud. Elle contient donc un nœud au centre mais aucun nœud aux sommets.

#### Maille réduite
Un algorithme a été trouvé dans les années 1970 pour isoler systématiquement un représentant unique parmi l'infinité de mailles primitives, appelé alors maille réduite. La première condition pour qu'une maille élémentaire soit la maille réduite est qu'elle soit basée sur les trois vecteurs de base non-coplanaires les plus petits. Des conditions particulières permettent de traiter le cas des réseaux où cette condition ne suffit pas à déterminer une maille unique. Aujourd'hui, cet algorithme de réduction a été implémenté dans des logiciels qui automatisent la procédure.

### Maille conventionnelle

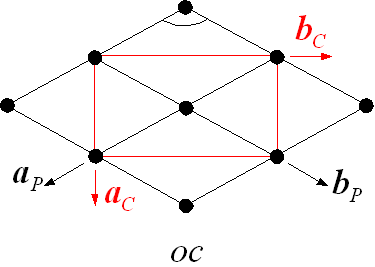
Maille conventionnelle (rouge) ainsi que quatre mailles primitives (noires) du réseau orthorhombique centré oc à deux dimensions.

La maille conventionnelle est une maille dont les axes sont parallèles aux directions de symétrie du réseau. Dans le cas de réseaux centrés ou à faces centrées, la maille conventionnelle n'est donc pas une maille primitive ; la maille conventionnelle équivaut à un nombre entier de mailles primitives, généralement noté Z.
Les cristaux dont les mailles conventionnelles sont transformées l'une en l'autre en ajoutant ou supprimant des nœuds soit au centre des faces, soit à l'intérieur du volume de la maille, appartiennent à la même famille cristalline.
Exemple. Le réseau orthorhombique centré représenté ci-contre possède deux axes de symétrie d'ordre deux : l'un horizontal et l'autre vertical. La maille conventionnelle du réseau (maille rouge dans la figure) possède des côtés parallèles aux axes de symétrie du réseau, tandis que dans la maille primitive correspondante (maille noire dans la figure), les deux directions de symétrie sont bissectrices des axes (aP et bP).

#### Conventions de repérage
Le réseau monoclinique n’ayant qu’une direction de symétrie, sa maille conventionnelle est normalement repérée :
- en prenant la direction de symétrie comme axe b ;
- en choisissant le sommet origine de façon que les axes a et c forment le plus petit angle non-aigu.

### Maille élémentaire
Le terme maille élémentaire est le plus utilisé dans la littérature cristallographique francophone. Comme l'adjectif « élémentaire » le suggère, la maille en question ne contient qu'un seul nœud de réseau : il s'agit ainsi d'une maille primitive ou simple. Toutefois, dans l'usage courant le terme est souvent utilisé comme synonyme de maille conventionnelle, qui parfois est une maille multiple. Dans ce cas, on obtient une « maille élémentaire » qui, étant multiple, n'a plus le caractère « élémentaire ». Par exemple, la maille conventionnelle d'un réseau cubique à faces centrées est une maille qui contient quatre nœuds. La maille élémentaire de ce réseau ne coïncide pas avec la maille conventionnelle mais avec la maille rhomboédrique primitive.

### Définition mathématique
La prise en compte du groupe d'espace G du cristal permet une définition plus formelle de la notion de maille. Ce groupe est constitué des opérations de symétrie — isométrie affine — laissant invariant la structure cristalline. Ce groupe comporte notamment un sous-groupe normal T composé des translations laissant le réseau invariant. Une maille primitive peut alors être vue comme un domaine fondamental du groupe T, c'est-à-dire la plus petite région reconstituant l'espace sous l'action de T. Une maille en général est un domaine fondamental d'un sous-groupe de T.

### Unité asymétrique
La notion de maille primitive peut être généralisée. On appelle unité asymétrique la plus petite région de l'espace qui, sous l'action de toutes les opérations du groupe d'espace G (pas seulement les translations comme pour la maille), permet de reconstruire la structure cristalline. On en déduit facilement que :
- les miroirs forment des faces de l'unité asymétrique ;
- les axes de rotations forment des arêtes de l'unité asymétrique ;
- les centres d'inversion sont, soit des sommets de l'unité asymétrique, soit positionnés au centre des faces ou des arêtes de l'unité asymétrique.

Ces restrictions ne s'appliquent pas aux axes hélicoïdaux et aux miroirs translatoires.
L'unité asymétrique correspond donc à la région fondamentale ou au domaine fondamental du groupe de symétrie du cristal. Ces termes seraient à préférer car une telle région n'est pas forcement dépourvue de symétrie mais peut avoir une forme régulière, en contradiction au moins apparente avec le terme d'unité asymétrique. Ce dernier terme est toutefois le terme standard retenu par l'Union internationale de cristallographie.

## Volume de la maille
Le volume de la maille est la racine carrée du déterminant du tenseur métrique qui, dans le cas général (triclinique), correspond à la formule :
{\displaystyle V=abc{\sqrt {1-\cos ^{2}{\alpha }-\cos ^{2}{\beta }-\cos ^{2}{\gamma }+2\cos {\alpha }\cos {\beta }\cos {\gamma }}}.}
Le volume de la maille peut aussi être défini comme le produit scalaire d'un vecteur de base par le produit vectoriel des deux autres vecteurs :
{\displaystyle V={\vec {a}}\cdot ({\vec {b}}\wedge {\vec {c}})={\vec {b}}\cdot ({\vec {c}}\wedge {\vec {a}})={\vec {c}}\cdot ({\vec {a}}\wedge {\vec {b}}).}
Le volume d'une maille étant positif, les vecteurs de base doivent former un trièdre direct.

## Conventions de nommage des mailles
Le type de maille est identifié de façon unique par les translations qui lui correspondent. Pour des mailles de petite multiplicité (nombre de nœuds contenus dans la maille) on utilise une notation synthétique qui consiste en une seule lettre en italique (minuscule en deux dimensions ; majuscule en trois dimensions). Les mailles pour lesquelles une telle notation a été introduite sont les suivantes.
En deux dimensions :
- p : translations t(10), t(01)
- c : translations t(10), t(01), t(½,½)

En trois dimensions :
- P : translations t(100), t(010), t(001)
- A : translations t(100), t(010), t(001), t(0,½,½)
- B : translations t(100), t(010), t(001), t(½,0,½)
- C : translations t(100), t(010), t(001), t(½,½,0)
- I : translations t(100), t(010), t(001), t(½,½,½)
- F : translations t(100), t(010), t(001), t(½,½,0), t(½,0,½), t(0,½,½)
- R : translations t(100), t(010), t(001), t(⅔,⅓,⅓), t(⅓,⅔,⅔)
- H : translations t(100), t(010), t(001), t(⅔,⅓,0), t(⅓,⅔,0)
- D : translations t(100), t(010), t(001), t(⅓,⅓,⅓), t(⅔,⅔,⅔)

Ces mailles ne sont pas toutes compatibles avec les différents types de réseau de Bravais.